# Juri Alexandrowitsch Orlow

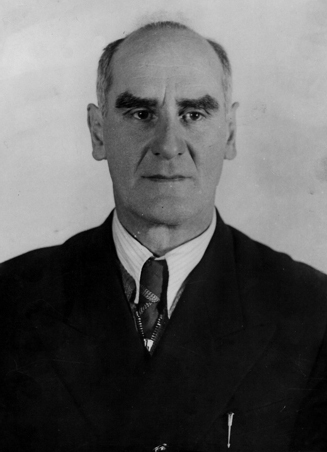

Juri Alexandrowitsch Orlow (russisch Юрий Александрович Орлов; * 31. Maijul. / 12. Juni 1893greg. in Tomyschewo bei Sysran; † 2. Oktober 1966 in Moskau) war ein russischer Zoologe und Paläontologe. Er war seit 1945 Direktor des Paläontologischen Instituts der Russischen Akademie der Wissenschaften.
Orlow studierte Zoologie und Anatomie an der Staatlichen Universität St. Petersburg. Danach lehrte er 1916 bis 1924 an der Medizinischen Fakultät der Universität Perm, in den damaligen Bürgerkriegswirren unter teilweise sehr schwierigen Bedingungen, und 1924 bis 1935 am Institut für Hirnforschung und der Medizinischen Militärakademie in Leningrad. Damals beschäftigte er sich mit dem Nervensystem der Arthropoden. Ab 1925 begann er, sich mit Paläontologie zu befassen, seiner alten Liebe aus Jugendzeiten. Er lehrte an der Bergbauakademie in Leningrad und ab 1939 an der Lomonossow-Universität in Moskau. Seit 1939 war er ordentliches Mitglied der  Moskauer Gesellschaft der Naturforscher.
Er befasste sich als Paläontologe vor allem mit tertiären Säugetieren und mit den Therapsiden (Gruppe von frühen Säugerverwandten) des Perm.
Er war Herausgeber einer fünfzehnbändigen Reihe Grundlagen der Paläontologie.
Orlow war Mitglied der Sowjetischen Akademie der Wissenschaften (korrespondierendes Mitglied seit 1953, Vollmitglied seit 1960) und erhielt 1967 posthum den Leninpreis. 1962 wurde er Ehrenmitglied der Paläontologischen Gesellschaft.
Das 1937 gegründete (und 1987 in neuem Gebäude eröffnete) Moskauer Paläontologische Museum ist nach ihm benannt (Orlow Museum für Paläontologie, russisch Палеонтологический музей им. Ю. А. Орлова).